# Daniel François Malan

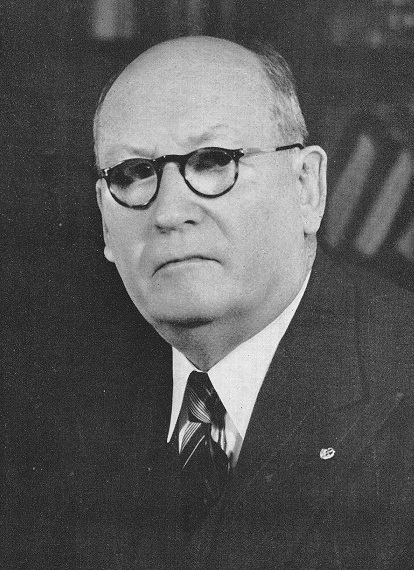
Daniel François Malan

Daniel François Malan (* 22. Mai 1874 auf der Farm Allesverloren bei Riebeek Kasteel, Kapkolonie; † 7. Februar 1959 in Stellenbosch) war niederländisch-reformierter Theologe, Chancellor der Universität Stellenbosch und Premierminister der Südafrikanischen Union von 1948 bis 1954 sowie führendes Mitglied der burisch-nationalistischen Nasionale Party (NP).

## Leben

### Ausbildung
Malan studierte am Victoria College in Stellenbosch und machte dort zunächst einen Bachelor in Mathematik und Naturwissenschaften, anschließend studierte er reformierte Theologie. Nachdem Malan bereits einen Master-Abschluss in Philosophie erlangt hatte, verließ er 1900 zeitweise Südafrika und setzte in den Niederlanden 1901 an der Rijksuniversiteit Utrecht sein theologisches Studium fort, dort promovierte er 1905 mit einer Arbeit über George Berkeleys „Gottesbegriff“ zum Doctor of Divinity (DD).

### Tätigkeit als Geistlicher
Nach seiner Rückkehr wurde er zunächst Pfarrer in der Nederduitse Gereformeerde Kerk und setzte sich aktiv für die Akzeptanz von Afrikaans als offizielle Sprache ein. In dieser Funktion war Malan an mehreren Orten im südlichen Afrika tätig, u. a. in Montagu. Seine Reisen als Prediger führten ihn in die damaligen Gebiete von Südrhodesien und Belgisch-Kongo.

### Journalist und frühe Politisierung
1915 trat Malan in die Nasionale Party (NP) ein und wirkte als erster Chefredakteur bei der von ihr beeinflussten Tageszeitung Die Burger (damals noch niederländisch De Burger) in Kapstadt, die während des Ersten Weltkriegs regierungskritische Positionen vertrat. Sein politisches Profil gewann dabei mit dem wachsenden Bewusstsein als Afrikaaner an Kontur. In dieser Zeit übernahm er die Führung des NP-Verbandes in der damaligen Kapprovinz. Bei der Parlamentswahl von 1915 unterlag er einem anderen Bewerber, konnte sich aber der Unterstützung sicher sein, bei dessen Mandatsverlust dessen Stelle einzunehmen.

### Parlamentsarbeit und Ministeramt
Im Jahr 1918 wurde er Mitglied des Parlaments der Südafrikanischen Union. Nach dem Bergarbeiterstreik von 1922 am Witwatersrand, wobei die Smuts-Regierung sehr stark an Popularität verlor, gewannen die burischen Nationalisten an politischen Einfluss. Daraus ging bei der Wahl von 1924 die Regierung von Barry Hertzog und Frederic Creswell hervor. Im Zuge der Kabinettsbildung übernahm Malan die Ressortverantwortung als Innen-, Bildungs- und Gesundheitsminister (afrikaans: Minister van Onderwys en van Binnelandse Sake en Volksgesondheid) unter dem damaligen Premier Hertzog.
Sein Einfluss zu dieser Zeit war bereits sehr groß. Es gelang ihm 1925 den South Africa Act von 1909 zu ändern, infolge dessen die Formulierung „The people of the Union acknowledge the sovereignty and guidance of Almighty God“ („Das Volk der Union anerkennt die Herrschaft und Führung des allmächtigen Gottes“) als Verfassungsgebot festgelegt wurde (South Africa Act of 1909 Amendment Act (Act No. 9 / 1925)). Diese Gesetzesänderung wurde vom Governor-General in der niederländischen Sprachvariante bestätigt. In der ursprünglichen Version des 1909 vom britischen Parlament verabschiedeten Gründungsgesetzes, dem South Africa Act, war keine vergleichbare Formulierung enthalten. Im selben Jahr erreichte er mit der Ersetzung des Niederländischen durch Afrikaans als zweite Staatssprache neben Englisch das Ziel seiner Partei, Afrikaans offizielle Anerkennung zukommen zu lassen. Ein weiteres von ihm in dieser Zeit befördertes Gesetz bestimmte, dass alle während einer Phase von Parlamentswahlen erscheinenden Zeitungsartikel den Namen ihres Autors tragen mussten, da sie einen Einfluss auf das Wahlergebnis ausüben könnten.
Weil die Parlamentswahl von 1929 auch weiterhin für die Nationalisten erfolgreich verlief, konnte Malan seine Tätigkeit in der Regierung fortsetzen. Durch die Auswirkungen der Great Depression seit 1929 kam auch die südafrikanische Wirtschaft unter enormen Druck, der in der Politik der Südafrikanischen Union 1933 zu einer Allparteien-Allianz führte. Daraus erwuchs 1934 die Fusion der South African Party mit der Nasionale Party zur United National South African Party.

### Oppositionsarbeit im Parlament und in der Gesellschaft
Seinen Positionen bezüglich einer als notwendig erachteten Rassentrennung sowie eines künftig burisch dominierten südafrikanischen Staates unbeirrt folgend, unterstützt von 19 afrikaanischen Parlamentsabgeordneten, lehnte Malan ein Zusammengehen mit der Partei von Smuts ab. Er verließ die NP und gründete im Oktober 1934 mit seinen Gefolgsleuten die Gesuiwerde Nasionale Party (GNP, englisch: Purified National Party, deutsch: „Geläuterte Nationalpartei“ oder „Gereinigte Nationale Partei“). Er selbst übernahm von diesem Zeitpunkt an die Rolle des Oppositionsführers im Parlament. Bei den Wahlen vom Mai 1938 gewann die Purified National Party 27 Sitze.
Malan befand sich in den 1930er und 1940er Jahren im politischen Schulterschluss mit Ossewabrandwag-Führer Hans van Rensburg, Nuwe-Orde-Exponent Oswald Pirow, Afrikanerparty-Vorsitzenden Nicolaas Christiaan Havenga sowie Vertretern aus Extremistengruppierungen wie den Gryshemde und Swarthemde, die zu dieser Zeit als Unterstützer des Nationalsozialismus auftraten.
Der Beginn des Zweiten Weltkriegs ließ zahlreiche innenpolitische Konflikte offen zutage treten. Mehrere burisch-nationalistisch eingestellte Parlamentsabgeordnete wandten sich von der United South African National Party ab und liefen der von Malan und anderen Anhängern am 29. Januar 1940 gegründeten Herenigde Nasionale Party of Volksparty zu. Diese erlangte bei der Parlamentswahl von 1943 insgesamt 43 Sitze. Weitere innenpolitische Kontroversen begünstigten einen Machtzuwachs für den burischen Nationalismus.

### Premierminister der Südafrikanischen Union
Nach den Parlamentswahlen 1948 wurde Malan selbst Premierminister der Südafrikanischen Union und installierte in Südafrika das als Apartheidsystem bekannt gewordene politische Herrschaftsinstrument. 1950 ernannte Malan in seiner Eigenschaft als Premierminister Hendrik Verwoerd zum Minister of Native Affairs, der maßgeblich zum Ausbau der politischen, rechtlichen und soziokulturellen Konstruktion des Apartheidstaates beitrug. Malan förderte die Furcht vor linken und liberalen Politikentwürfen, besonders unter der nichteuropäischstämmigen Bevölkerung, und unterstützte deshalb die Erarbeitung sowie die Inkraftsetzung des Suppression of Communism Act von 1950.
Premierminister Malan initiierte die Erstellung eines sozioökonomischen Plans zur Sanierung und Entwicklung von großflächigen Wohnarealen der schwarzen Bevölkerung, um sie in „selbstverwaltete“ Homelands zu entwickeln. Zu diesem Zweck berief er 1950 die Tomlinson-Kommission, die ihren umfassenden Bericht als künftiges Politikkonzept der „getrennten Entwicklung“ 1954 vorlegte.
1954 übergab Malan schließlich eher unfreiwillig die Nachfolge an Johannes Strijdom. Er hatte eigentlich Finanzminister Nicolaas Havenga favorisiert, der zunächst auch kurzzeitig Interimspremier wurde, sich dann aber nicht durchsetzen konnte.

## Familie
1926 heiratete er Martha Margaretha Elizabeth Van Tonder geb. Zandberg (1897–1930), die jedoch vier Jahre später verstarb. Aus dieser Ehe gingen zwei Söhne hervor. In den 1930er Jahren ging er seine zweite Ehe mit Maria Ann Sophia Louw (1905–1973) ein. Sie adoptierten eine Tochter.
Malans Großneffe Rian Malan wurde ein bekannter Schriftsteller, der sich mit der Apartheidszeit kritisch auseinandersetzte.

## Werke
- Het idealisme van Berkeley. Utrecht, Rijksuniversiteit Utrecht (Dissertation) 1905.
- Report of the Select Committee on Asiatics in Transvaal. Cape Town, Parliament, House of Assembly, Select Committee on Asiatics in Transvaal, 1930.
- Dr. Malan explains apartheid: speech in the Union house of assembly, 2 Sept., 1948 (= Public relations office, Paper; 9). South Africa House, London, 1948.
- Dr. Malan defines South Africa’s position in the Commonwealth: the new formula. South Africa House, London, 1949.
- Buitelandse beleid van die Unie van Suid-Afrika. Staatsinligtingskantoor van die Unie van Suid-Afrika, Pretoria, 1949.
- Foreign policy of the Union of South Africa (statements). State Information Office of the Union of South Africa, Pretoria, ca. 1949.
- Der Premierminister der Südafrikanischen Union: der Mensch und Politiker / D. F. Malan. Kapstadt, 1952.
- Apartheid; South Africa’s answer to a major problem / Apartheid, Suid-Afrika gee sy antwoord op n’ groot problem. Pretoria, State Information Office of the Union of South Africa, 1954.
- Afrikaner-Volkseenheid en my ervarings op die pad daarheen. Kapstadt, 1961.
- Glo in u volk: Dr. D. F. Malan as redenaar 1908–1954 / Samestelling, inleiding en aantekeninge deur S. W. Pienaar, bygestaan deur J. J. J. Scholtz. Kapstadt, 1964 (Sammlung von Reden Malans).